# Multi Theft Auto
Multi Theft Auto (MTA) is een mod voor de pc-versies van de Rockstar North games: Grand Theft Auto III, Grand Theft Auto: Vice City en Grand Theft Auto: San Andreas die ervoor zorgt dat deze spellen online gespeeld kunnen worden tegen anderen in de wereld zoals dit het geval is bij vele andere games. De spelers kunnen in alle voertuigen die het originele spel bevat met of tegen elkaar strijden in de bestaande locatie of een aangepaste map of gamemode. Ook zijn er vele gameservers in allerlei spelgenres, zoals Real life Role-Play gaming en de klassieke RPG. Race en Deathmatch-servers zijn er ook volop. Servers met meerdere modes zijn ook in opkomst, net zoals de klassieke Destruction Derby die langzamerhand vervangen wordt door geavanceerde plattegronden, waar spelers op bijvoorbeeld smalle wegen boven de zee tegen elkaar strijden.
De huidige versie in de reeks is MTA: San Andreas en kwam na MTA: Vice City. Momenteel spelen er constant gemiddeld zo'n 15.000 spelers op hetzelfde moment verspreid over ongeveer 3.000 gameservers met diverse gamemodes.
Hoewel MTA benoemd wordt als een mod gebruikt deze verschillende hooking en code injection technieken die het geheugen van de game aanpast, maar waarbij het spel zelf niet aangepast wordt. In feite leest Multi Theft Auto de data in vanuit de Grand Theft Auto-installatiefolder waarna deze in een apart proces verwerkt wordt, waarbij de gamebestanden dus ongemoeid blijft en het dus feitelijk niet een mod is die het spel aanpast, maar alleen uitleest en deze daardoor wel als mod benoemd kan worden.
In feite is MTA een engine die vanuit technisch oogpunt alle geheugenadressen van GTA toepast op de gamedata in de standaardinstallatie van GTA en ze hiermee kan renderen.

## Introductie
De release van Grand Theft Auto III, een veelgeprezen sandbox-style action-adventure computer en videospel ontwikkeld door DMA Design (nu Rockstar North) presenteerde de eerste 3D titel in de Grand Theft Auto (GTA) series. Ondanks het succes, was het het eerste Grand Theft Auto spel uit de serie dat geen multiplayer mogelijkheid had (eerdere versies hadden dit wel).
De eerste versie van Multi Theft Auto (ook wel Grand Theft Auto III: Alternative Multiplayer), voegde de multiplayer mogelijkheid toe door het uitbreiden van de opensourcetrainer GTA3 Admin Console. Latere releases van Multi Theft Auto met aanzienlijk betere gameplay en andere verbeteringen werden toegevoegd op dezelfde manier bij een klein team van ontwikkelaars.
De laatste versie van Multi Theft Auto is gebaseerd op code-injection- en hooking-technieken waarbij het spel is gemanipuleerd zonder dat er originele bestanden (van GTA San Andreas) aangepast worden (wat bij andere modificaties wel het geval is).
Het Multi Theft Auto: San Andreas project is uitgebracht als een opensourceproject. De broncode was gelicentieerd onder de GPLv3 licentie en beschikbaar gemaakt op Google Code en GitHub.

## Multi Theft Auto: San Andreas
In het begin was het alleen maar mogelijk om tegen elkaar een race te houden. Spelers kunnen het tegen elkaar opnemen in een (soms zelfgebouwd) parcours.
Op 2 januari 2008 is een developer preview voor de Deathmatch-mod voor GTA: San Andreas uitgegeven. Het is hier niet meer noodzakelijk om alleen in voertuigen te rijden maar er kan bijvoorbeeld ook gelopen of geschoten worden.
De huidige versie bevat bijna geen bugs meer, in tegenstelling tot eerdere versies. De stabiliteit is er ook erg op vooruit gegaan. De zeer bekende crash dat het spel zomaar wegvalt bij het spelen, is verholpen.
De eerstkomende release is 1.4 De basis van de aanpassingen voor nieuwe versies ligt bij de spelers die bugs en fouten rapporteren die vervolgens opgelost worden en dit wordt verwerkt in de nieuwe versies.
Op initiatief van de spelers en het MTA Team worden bij nieuwe releases ook vele nieuwe functies toegevoegd, waarvan een deel
bestaat uit LUA-functies en definities, de programmeertaal waar gamemodes in worden geschreven.
Tegenwoordig zit zowel de functionaliteit van de eerdere MTA-versie Race en de multifunctionele, eerder Deathmatch genoemde, mode bij elkaar in, en kan deze als freeware gedownload worden op de website van het MTA-team. Bij deze mod zit ook een Map editor waarmee je een eigen map kunt maken om deze vervolgens te kunnen gebruiken in (zelfontwikkelde) gamemodes. Ook zit er standaard een server programma inbegrepen om zelf een gameserver te starten.
Ook zijn er betaversies, de zogenoemde Developer Builds: Multi Theft Auto Nightly Builds. Deze schrijven de al geïnstalleerde scripts over met nieuwe versies. Een Nightly Build kan alleen worden gebruikt als je op dezelfde site ook de datafiles downloadt. Er zijn ook Nightly-builds voor Linux beschikbaar, waarmee men MTA San Andreas op Linux kan draaien en ook server-mogelijkheden zijn er met deze Nightly-builds volop voor Linux. Een groot deel van de gameservers draait ook al op Linux.